# Сюрга (Дагестан)
Сюрга, или Сирха, — вольное общество, один из крупных даргинских союзов сельских общин Дагестана. Также является исторической и географической областью в Дагестане. Включал некоторые территории нынешних Акушинского и Дахадаевского районов.

## История
К причинам образования союза Сюрга исторически относится: необходимость дальнейшего роста производительных сил и связанное с этим усиление торгово-экономических связей обществ между собой, предотвращение опасности, которая исходила от феодальных владений, в частности от Кайтагского уцмийства и Казикумухского шамхальства, постоянная угроза со стороны иноземных завоевателей.
Совокупность этих факторов и привели к образованию единого, прочного политического и экономического союза крупных территориальных селений под названием Сюрга.
В VIII—XII вв. на территории современного проживания даргинцев существовал ряд государственных образований: Зирихгеран, Кайтаг, ал-Карах, Шандан и Филан. Ряд исследователей считает, что Сюрга вместе с Акуша-Дарго и Каба-Дарго вошла в состав раннефеодального владения Шандан. Однако, есть историки, которые считают, что после распада Кавказской Албании в V веке и включения ее в состав Ирана сюргинцы оказались под властью Сасанидского ирана.
Раннесредневековое политическое образование Зирихгеран образовалось в период VIII—XII веках в результате объединения сюргинцев с буркундаргинцами. Причинами объединения сельских обществ Кубачинско-Даргинского нагорья в единое государственное образование стали: необходимость защиты от иранской экспансии, сохранение независимости от усиливающихся соседних владений Хайдака и Гумика.
Однако в результате амбициозности Кубачи с одной стороны и общества Сюрга и Баркун-Дарго с другой, Зирихгеран распадается.
В тесном политическом союзе сюргинцы находились со своим северным соседом союзом Акуша-Дарго. Будучи самостоятельными в решении внутренних вопросов, во внешнеполитических акциях оба союза выступали сообща. Правители Кайтагского уцмийства и Казикумухское шамхальство пытались поставить их в зависимость за пользование зимними пастбищами. Арендуя пастбища за плату, они не дали феодальным правителям себя подчинить, вступая с ними в отношения на равных правах. Исторические факты свидетельствуют, что союзы сельских общин Сюрга и Акуша-Дарго нередко приходили на помощь друг другу в периоды нашествий иноземных правителей. Совместная борьба Сюрга и Акуша-Дарго явилась залогом успеха в борьбе против кызылбашей в 1612 году.
Вольное общество Сюрга пребывало в составе Акуша-Дарго.
В декабре 1819 года Ермолов организовал поход на Акуша-Дарго. Около Леваши произошло сражение в котором приняли участие и сюргинцы. После поражения горцев на общество Сюрга была наложена подать 400 рублей серебром. Однако несмотря на усмирение Акуши, вольные сюргинцы сохранили антирусскую ориентацию.
В 1820 году они приняли участие в сражении у аула Хосрех, оказывая поддержку лакцам. Сражением руководил хан Газикумухский Сурхай Кунбуттай. Горцы оказали ожесточенное, трижды опрокидывая врага, однако царским войскам под руководством Мадатова все же удалось сломить сопротивление. О том, что сюргинцы приняли участие в этом сражении, русские узнали только потом:

«Улицы Хозрека и окрестные поля были усеяны убитыми и ранеными, оружием и пожитками разбитого неприятеля, коего потеря состояла из 1200 человек убитыми и ранеными и 603 человек пленными. В числе убитых находился племянник Али-скендера Аварского; ибо, как узнано впоследствии, Аварцы и Сургинцы давали вспомогательное войско Сурхай Хану». 
Под конец сражения разбитые войска Сурхай-хана, окружённые со всех сторон и обстреливаемые артиллерией, не находя возможности прорваться в сторону Кумуха и своих родовых сёл, отступали в сторону Сюрга:

«Неприятель, видя потерю селения, пришел в величайшее замешательство, и обратился в бегство в совершенном расстройстве. Теснимый со всех сторон, отрезанный от дороги, ведущей к г. Казыкумыку, неприятель принужден был отступать по крутому подъему ущелья, лежащему по направлению Сургинского Магала, стесняясь под картечными выстрелами всей артиллерии, устроенной поспешнейшим образом Подполковником Флиге. Трудно представить поражение, нанесенное ему на сем отступлении».
Усмирение лакцев и занятие Газикумуха произвело сильное впечатление на сюргинцев:

«Князь Мадатов видя, что предмет экспедиции был совершенно выполнен, отдал отряду приказ выступить в поход… Дорогою князь принимал от старшин разных мест присягу на верность Императору Всероссийскому. В числе их был и Акушинский Кадий, через которого Сургинские жители, устрашенные покорением Казыкумыка, просили помилования».
Но, несмотря на это, они всё ещё плохо покорялись царской администрации.
В 1820—1850-е годы горцы Дагестана и Чечни вели борьбу за независимость против царских колонизаторов под руководством трех имамов: Гази-Мухаммада, Хамзат-бека и Шамиля.
В 1844 году Сюргинцы подняли восстание и вступили в сражение с царскими войсками. Руководил восстанием наиб имама Шамиля Абдула Нацинский. Собрав многотысячное скопище даргинцев, он занял территорию от Хосреха и Кули до Наци и Урари, началось сражение против царских войск под руководством полковника Форстена и генерал майора Аргутинского:

«Эти толпы постоянно увеличивались. Тут были большею частью сюргинцы, давно не имевшие случая встречаться с русскими войсками и поэтому обноруживавшие особенную дерзость».
В сражении с российскими войсками горные села, в частности сюргинские, потерпели поражение.
Капитан генерального штаба Вранкен в «Политическом обзоре Дагестана» от 18 сентября 1843 года также писал о факте существования союза «между Акуши, Цудахара и Сюрги, давно уже вступивших в союз для общей безопасности».
Вхождение Кази-Кумуха, Акуша-Дарго и Сюрга в 1812 года формально завершило присоединение Дагестана к России. Гюлистанский мирный договор 1813 года между Россией и Персией официально оформил вхождение Дагестана в состав России.
С 1821 году Сюргинский союз находился в составе Дербентской губернии.

«Получив от господина корпуснаго командира повеление о производстве по возможности съёмки в горном Дагестане при содействии преданных нам владельцев, сначала обратился я к генерал-майору Аслан-хану казыкумукскому, как важнейшему в сей части Дагестана владетелю, пользующемуся преимущественно пред прочими уважением дагестанцев. Сперва мне нужно было снискать доверие хана и дружбу сыновей его, разсеять подозрение его… При съемке акушинских земель кадий сего общества Мамет, а в Цудакаре цудакаринской Аслан-кадий употребляли все свое влияние к доставлению мне возможности исполнить возложенное на меня поручение. Но несмотря на все сие, я и помощники мои весьма часто встречали сопротивление, которое иногда увещаниями, подарками некоторым старшинам удавалось преодолеть. В некоторых же местах жители вооруженною рукою воспротивились нашему приближению; таким образом целое Сюргялинское общество возстало противу нас и с приближением к границам его открыло на нас перестрелку, принудившую меня ограничиваться одним определением инструментально с соседственных хребтов главных деревень онаго, а горы обрисовать на глазомер…

Образ правления. …Урдземис, Верхний Табасаран и Сюргя, хотя и считаются покорными нашему правительству, но вовсе не повинуются…»
Еще в конце 1820-х Аслан-хан Кази-Кумухский которому было поручено собрать дань с сюргинцев сообщал что «Он же (Аслан-хан) добавляет, что общество Сюргинское совершенно не повинуется и что денег, состоящих за ними, нет малейших средств к взысканию кроме понуждения их к тому войсками.»
В 1844 году был образован Даргинский округ, но Сюргинское общество оставалось отдельным и только в 1856 году вошло в состав округа.
20 апреля 1867 года Сюрга было преобразовано в наибство. По переписи 1886 года в сюргинском наибстве проживало 10785 человек.
В 1877 году после восстания лакцев, убийства главу округа Чембера и избрания нового Казикумухского хана, Джафара сына Аглархана, следом восстали и сюргинцы приняв участие в антироссийском восстании. В октябре 1877 года появились сведения что сюргинцы намерены выйти с повинною.
В 1899 году сюргинское наибство именовалось уже участком.

## Состав
Исторически Сюрга подразделяется на верхнюю и нижнюю зоны. К верхним сюргинцам относятся сельские общества Урари, Дуакар, Наци, Нахки, Карбучимахи, Цугни, Гулебки, Ургани и их отселки. К нижней зоне относятся Ураги, Сутбук, Урцаки, Бакни, Хуршни, Мирзидта, Гуладты, Дзилебки.
В Сирхе отсутствовало сословное неравенство: как пишет профессор Расул Магомедов, в обществе не было деления на узденей, лагов (рабов), чанков, беков и прочих. Все жители были узденями, хотя этот термин здесь не употребителен.